# Polský instalatér
Polský instalatér (francouzsky plombier polonais, polsky polski hydraulik) je výraz popularizovaný ve Francii na jaře roku 2005 během debaty o návrhu evropské ústavní smlouvy, s odkazem na návrh evropské směrnice, tzv. směrnice o službách, ve Francii velmi nepopulární, předložené bývalým evropským komisařem pro vnitřní trh Nizozemcem Fritsem Bolkesteinem.

## Původ
Toto sousloví se poprvé objevilo v ironické karikatuře Philippa Vala ve vydání časopisu Charlie Hebdo z prosince 2004.
Ale až politik Philippe de Villiers vyvolal významné mediální pokrytí tohoto konceptu následujícím prohlášením:
Cette affaire est très grave, car la directive Bolkestein permet à un plombier polonais ou à un architecte estonien de proposer ses services en France, au salaire et avec les règles de protection sociale de leur pays d'origine. Sur les 11 millions de personnes actives dans les services, un million d'emplois sont menacés par cette directive. Il s'agit d'un démantèlement de notre modèle économique et social.
Tento případ je velmi vážný, protože Bolkesteinova směrnice umožňuje polskému instalatérovi nebo estonskému architektovi nabízet své služby ve Francii za plat a podle pravidel sociální ochrany jejich země původu. Z 11 milionů lidí pracujících ve službách je touto směrnicí ohrožen jeden milion pracovních míst. Je to demontáž našeho ekonomického a sociálního modelu.
Tento výraz převzal ironickým a provokativním způsobem Frits Bolkestein v novinách Liberation v dubnu 2005, přičemž jako odůvodnění návrhu směrnice uvádí potíže, které má při hledání instalatéra pro vybavení svého druhého domova v Ramousies v departementu Nord.

## Popularizace
Polský instalatér se stal symbolem neshod během volební kampaně související s francouzským referendem o smlouvě o Ústavě pro Evropu. Odpůrci a příznivci evropské ústavy se navzájem obviňovali z této eskalace: první obviňovali druhé z toho, že záměrně vytvořili karikaturu, která je měla zdiskreditovat; ti druzí obviňovali první z toho, že neprojevili snahu odsoudit nejednoznačnou metaforu apelující jak na strach z ekonomických transformací, tak na xenofobní nálady. Několik politických osobností, které byly proti smlouvě, převzalo tento obraz, jako např. Jean-Luc Mélenchon.
Nové diskuse a návrat ke směrnici o službách v upravené podobě, v únoru 2006 znovu vyvolal debatu, která opakovaně používala tento vzorec.
Obraz polského instalatéra jako prvku opozice vůči imigraci kvůli sociálnímu dumpingu, který konkuruje místním pracovníkům, zůstal v povědomí. Např. francouzský podnikatel Vighen Papazian (výkonný ředitel společnosti Infodis) v roce 2007 uvedl „nespravedlivou“ konkurenci indických inženýrů, které považuje za ještě nebezpečnější než polské instalatéry.

## Reakce a kritiky

### Francouzské reakce
Několik postav na levici kritizovalo používání tohoto stereotypu lidmi z jejich stran, kteří vedli kampaň proti smlouvě. François Hollande, tehdejší první tajemník Socialistické strany a zastánce smlouvy, mluvil během národního kongresu strany, která následovala po volební kampani, v souvislosti s tímto obrazem o „xenofobii“. Daniel Cohn-Bendit, rovněž zastánce smlouvy, kritizoval lidi nalevo, kteří si našli polského instalatéra jen jako obětního beránka. Novináři jako Serge July, tehdejší ředitel deníku Libération, také hovořil o „xenofobii“, aby popsali tento stav.

### Polské reakce
Polská národní turistická agentura využila tento příměr pro turistickou reklamu. V reklamě se objevil svalnatý model Piotr Adamski, oblečený jako instalatér, s tím, že zatímco on zůstává v Polsku, měli by naopak Francouzi/ky přijet za ním. Polská turistická kancelář vysvětlila, že tímto posunem poškádlila Francouze za negativní obraz Polska vyjádřený polským instalatérem, a zároveň naznačila, že nechová žádnou zášť, a proto je připravena přivítat francouzské turisty. Adamski byl poté pozván Laurentem Ruquierem na natáčení jeho televizní show On a tout essayé.
V březnu 2011 dva polští umělci Maciej Kurak a Max Skorwider zorganizovali protest „polských instalatérů“ před Centre Pompidou.